# Nicktoons
Nicktoons ist ein Sender von Paramount Global, der in den Vereinigten Staaten, im Vereinigten Königreich, in den Niederlanden sowie in Deutschland (seit dem 31. März 2010) ausgestrahlt wird. Er ist ein Schwestersender von Nickelodeon.

## Geschichte

### Vereinigte Staaten
Der Sender ging am 1. Mai 2002 als „Nicktoons TV“ erstmals auf Sendung. 2003 wurde der Sender in Nicktoons, 2005 in Nicktoons Network umbenannt. Grund für die letzte Umbenennung im Jahr 2009 ist die internationale Neuausrichtung der Nickelodeon-Senderfamilie durch Viacom. Der Sender strahlt sein Programm rund um die Uhr in SD und HD, in Englisch, als auch in Spanisch aus. Ähnlich wie beim Disney-Channel-Schwestersender Toon Disney oder Boomerang ist auch das Programm bei Nicktoons strukturiert. Seit dem 5. Mai 2014 sendet man mit einem neuen Logo. Das Logo ist als solches gleich geblieben, allerdings wurden die Farben angepasst.

### Vereinigtes Königreich und Irland
Am 22. Juli 2002 ging der englische Ableger des US-Senders als Nicktoons UK auf Sendung. Anders als die US-Version sendet Nicktoons UK (der Name des Senders seit August 2004) jedoch nur von 05:00 Uhr bis 02:00 Uhr (Bis 22:00 Uhr Nicktoons, bis 02:00 Uhr Teleshopping). Ein Ableger von Nicktoons UK startete am 18. August 2008 unter dem Namen Nicktoonsters auf einer gemeinsamen Frequenz mit Paramount Comedy 2 +1, der TimeShift-Version von Paramount Comedy 2. Der Sender wurde am 31. Juli 2009 eingestellt und am 1. August 2009 durch Nicktoons Replay, der TimeShift-Version von Nicktoons, ersetzt. Da man sich den Kanal mit dem heutigen Comedy Central Extra +1 teilte, sendete Nicktoons Replay nur von 07:00 bis 19:00 Uhr. Der Sender ist seit dem 2. Oktober 2012 eingestellt.
Seit dem 16. Oktober 2012 sendet Nicktoons UK auch in Irland. Der Sender heißt seitdem Nicktoons UK & Ireland.

### Niederlande
Am 1. August 2007 startete der niederländische Ableger des US-Senders, welcher rund um die Uhr sendet. Seit dem 31. März 2010 verwendet Nicktoons Nederland das neue Sendergruppenlogo.

### Deutschland

Ehemaliges Logo von Nick Premium

Der in Deutschland bereits seit Ende 2007 existierende Pay-TV-Sender Nick Premium trägt seit dem 31. März 2010 ebenfalls den Namen nicktoons. Im Gegensatz zu allen anderen Nicktoons-Sendern besteht das Programm des deutschen Senders sowohl aus Zeichentrick- und Animations- als auch aus Realserien. Die Namensänderung wurde höchstwahrscheinlich lediglich aufgrund der internationalen Vereinheitlichung ausgeführt, eine inhaltliche Änderung schien lange nicht angedacht zu sein. Inzwischen machen die Realserien nur noch einen geringen Anteil des Vorabend-Programms aus.
Ende Juni 2014 wurde der Sendebetrieb von Nicktoons via Sky eingestellt, der Sender ist aber weiterhin in Kabelnetzen empfangbar.
Ab dem 1. April 2020 ist der Sender wieder auf Sky zu sehen sein. Dort ist er mit Sky Q oder Sky X empfangbar.

### Mexiko
Seit dem 4. Februar 2013 sendet Nicktoons auch in Mexiko.

## Logos des Senders

Aktuelles Logo von Nicktoons Vereinigte Staaten und Deutschland
Aktuelles Logo von Nicktoons Nederland
Das ehemalige Logo von Nicktoons Deutschland, Nederland und México
Das ehemalige Logo von Nicktoons UK & Ireland

## Serien (Nicktoons Deutschland)
- Aaahh!!! Monster
- Avatar – Der Herr der Elemente
- B-Daman
- Barnyard der tierisch verrückte Bauernhof
- Beyblade V-Force
- CatDog
- Chalk Zone – Die Zauberkreide
- Danny Phantom
- Die Biber Brüder
- Die geheimnisvollen Städte des Goldes
- Die Legende von Korra
- Die Ren & Stimpy Show
- El Tigre: The Adventures of Manny Rivera
- Familie X – In geheimer Mission
- Fanboy und Chum Chum
- Hey Arnold!
- Huntik
- Invader Zim
- Jimmy Neutron
- Johnny Test
- Kappa Mikey
- Katzekratz
- Mighty B! Hier kommt Bessie
- Monsuno
- Planet Max
- Robot & Monster
- Rocket Monkeys
- Rockos modernes Leben
- Rugrats
- Spongebob Schwammkopf
- Tak und die Macht des Juju
- Teenage Mutant Ninja Turtles
- Teenage Robot
- Totally Spies
- T.U.F.F. Puppy
- Yu-Gi-Oh